# 考曲替林
考曲替林（开发代号：SD-2203-01）是一种含氮有机化合物，分子式C20H21NO，属于三环类抗抑郁药（TCA），从未上市。